# 이리나 코르자넨코
이리나 니콜라예브나 코르자넨코(러시아어: Ирина Николаевна Коржаненко, 1974년 5월 16일 ~ )는 러시아의 전직 육상 선수이다.
이리나 코르자넨코의 키는 1.78m이고 몸무게는 85kg이다.

## 도핑
코르자넨코는 1999년 세계 실내 선수권 대회에서 도핑 양성 반응을 보였다. 그녀는 도핑 때문에 은메달을 잃었고 2년동안 선수 자격 정지 징계를 받았다.
그녀는 원래 2004년 하계 올림픽 포환던지기에서 금메달을 획득했지만, 스타노졸롤 양성 반응을 보이면서 실격 처리되었다. 그녀는 나중에 2005년 9월 21일의 각서에 있는 IAAF에서 평생 선수 자격 정지 징계를 받았다. 이리나는 국가 육상 경기 연맹 관계자의 압박에도 불구하고 금메달 반납을 거부했다.

## 참조
1. ↑  코르자넨코, 평생 선수 자격 정지 직면, espn.com, 2004년 8월 23일